# Лорејн Малак
Џозефина Лорејн Малак (енгл. Josephine Lorraine Malach Реџајна 23. март, 1933 - 3. март, Драмхелер 2003) била је канадска уметница, керамичар, муралиста и сликар. Остаће запамћена по свом недовршеном делу, муралу у белој печеној глини, тешкој 10 тона, за Тирелов краљевски музеј палеонтологије у Драмхелеру, који су после њеног упокојења, у 80 години живота, завршиле њене колеге и пријатељи.

## Живот и каријера
Лорејн Малак је рођена 23. марта 1933. године у Реџајни, Саскачеван, као једино дете Стена (1906-1971) и Елизабет (1907-1980), Малак. 
Школовала се на Sacred Heart академији и Школи уметности у Реџајни, да би потом изучавала лепе уметности на Пенсилванијској академији од 1953. до 1957. године. Као добитница неколико високо-престижних наградих студијских путовања провела је извесно време у Европи (Фиренци (1956) и Истанбулу (1958)). 
По повратку из Европе, од 1958. радила је као инструктор уметности у Одељењу за саветодавне програме на Универзитету Саскачеван и у кампу Реџајна (од 1961. до 1962). Извесно време радила је као уметнички инструктор, у више наврата и на различитим локацијама широм покрајине, укључујући, Естеван, Свифт Карент, Јорктон и Вилкокс. 
Своје керамичке мурале стварала је у Реџајни 1961. а потом и у Саскачевану 1961., 1963. и 1970. Од тада је направила бројне мурале у Алберти, Саскачевану и другим покрајинама Канаде.
Године 1993. путовала је у Драмхелер, Алберта, наводно у кратку посету да заврши комисијски преглед у локалној школи, али очарана градом у њему је остала живети све до смрти 2003.
Преминула је 3. марта 2003. у Драмхелеру у канадској покрајини Алберта, само неколико недеља пре 80. рођендана. Мало људи је живело живот тако духовно и умно богат, непрекидно прожет интелектуалним радом, хумором, разумевањем и сталним контактима са људима као што је то чинила Лорејн.

## Дело
Била је истакнути канадски уметник великог талента, чије слике, фреске и керамичке плоча красе зидове многих цркава, школа, јавних зграда и приватнх колекција широм Канаде, као и у Ватикану (то је био један од њених уметничких радова који је наручен 1979. као поклон Папи).
Била је велика уметница, пуна љубави и страсти за учењем и жељом за знањем, по чему се значајно издвајала од своје средине. Њена жеља да сазна што више о универзуму у коме живимо, огледала се у њеној уметности, али и њеном свакодневном животу.
Сваки производ њеног рада, био је прецизно студиран пажљиво планиран и истражена, при чему је истовремено свако њено дело захтевало понекад и више година да се створи.

### Последње дело
Током боравка и живота у „долини диносауруса“, надомак Драмхелера, уметница је постала један од највећих љубитеља и симпатизера Тиреловог краљевског музеја палеонтологије. Године 2001. понудила је да створи и донира Музеју зидни керамики мурал са темом о еволуцији живота на Земљи под називом „Прича живота“, а израду мурала је започела 2001. Судбина је хтела, да последње две године живота Лорејн ради на великом керамичком муралу, композицији за улазни део у Тирелов краљевски музеј палеонтологије у Драмхелеру.
Мурал се састојао од десет панела, сваки висине четири и ширине осам метара, за чију израду је утрошено десет тона глине. Према њеној замисли, мурал је требало да приказује разне облике живота на Земљи од прекамбрија до креде, засноване на људским фигурама.
„Прича живота“ не само да је била један од њених најзначајнијих радова, већ и њена коначна животна прича, јер га није успела да заврши до краја свог живота. За собом је од дест планираних, оставила осам комплетно завршених, и две неглазиране керамичке плоче које је требало само довршити жарењем у керамичкој пећи.
Започети мурал окончале су њене колеге, јер су после њене смрти преузела обавезу да посао окончају. Наиме, преостале две глинене плоче испекли су у керамичкој пећи Исток Куле и Џенет Грабнер и тако завршили Лорејнино уметничко дело, неколико месеци после њене смрти.